# Alt-J
alt-J , stylisé ∆, est un groupe britannique de pop indépendante, originaire de Leeds, en Angleterre. Il est composé de trois musiciens et formé en 2007.
Leur style musical mélange des interludes folks, des rythmes hip-hop, ou encore des harmonies vocales. Le groupe, d'abord connu sous le nom de Daljit Dhaliwal, puis de Films, est composé de Joe Newman (guitariste/voix), Gus Unger-Hamilton (claviériste/voix), et Thom Green (batteur/samples). Le bassiste Gwil Sainsbury ayant quitté le groupe après leur premier album, Cameron Knight le remplace lors des concerts. Le groupe tient son nom du raccourci qui donne le symbole Δ sur un Macintosh à clavier QWERTY.

## Historique

### Débuts
Tout commence à l'Université de Leeds en 2007. Gus étudiait les Lettres et les trois autres étudiaient les Beaux-Arts. Joe Newman et Gus Unger-Hamilton habitaient le même immeuble. Un jour, ils se sont croisés au sous-sol, devant les machines à laver. Le temps que les lessives se terminent, ils ont bavardé et ont ainsi fait plus ample connaissance. À la fin de leur première année, Joe montra à Gus quelques mélodies qu'il avait composées à la guitare. Gus y ajouta des lignes de basse et ils composèrent quelques pièces musicales. Gwil et Thom ont rejoint le groupe par la suite.
Après avoir rejeté le nom de Daljit Dhaliwal, ils optent pour Films. Ils commencent ainsi à jouer dans quelques petits festivals et concerts, en France et en Angleterre. Mais lors d'un festival, on les a annoncés comme étant The Films; un groupe pop commercial américain. C'est alors qu'il a fallu choisir un nouveau nom. « Choisir un nom que nous aimions tous était peut-être le plus dur. Ça nous a pris un temps inimaginable » admet Joe. C'est alors qu'ils optent pour le triangle « Nous aimions le symbole delta, assez fort visuellement, sans pour autant qu'on nous appelle Delta. alt-J induit un décalage, on aime ce côté indirect. Il faut souvent expliquer que le symbole se prononce différemment et qu’il s’agit d’un raccourci clavier, etc.. »

### An Awesome Wave(2011–2012)

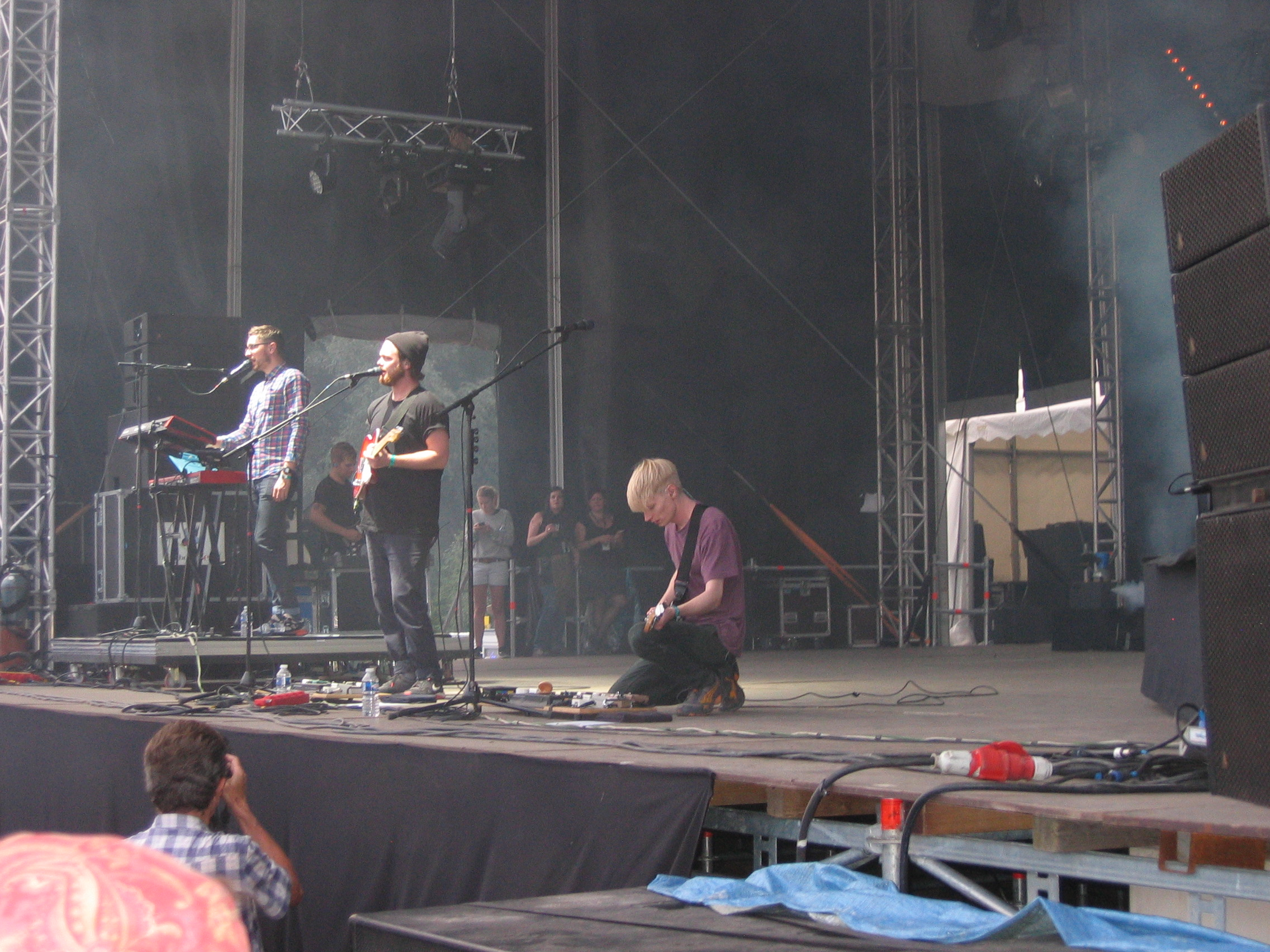
En concert en France, au festival du Cabaret vert, en 2013

Très vite repérés par plusieurs labels, ils choisissent finalement Infectious Records, avec lequel ils bénéficient d'une grande liberté musicale et économique. Le jeune groupe se fait aussi aider par le producteur Charlie Andrew, qui l'aide à affiner ses morceaux.
An Awesome Wave est le titre de leur premier album, sorti le 28 mai 2012. Joe explique : « Le titre de l'album, An Awesome Wave, est tiré d'un vers de la chanson Bloodflood. Dans le contexte du morceau, ça évoque la peur d'être submergé, mais c'est aussi une référence à American Psycho (1991) de Bret Easton Ellis, où le personnage principal éprouve une fantastique vague de soulagement après avoir commis ses méfaits. » L'album est dans l'ensemble bien accueilli par la presse musicale. Le morceau Matilda fait référence au film de Luc Besson, Léon. Le groupe y chante la réplique de Léon : « This is from Matilda » (dans la version originale) avant d'exploser en tuant son ennemi. L'album se finit avec Taro, chanson contant la mort du photographe Robert Capa. Ce dernier, alors qu'il descendait d'un camion, marche sur une mine antipersonnel. Le titre provient du nom de sa femme, Gerda Taro.
alt-J joue en soutien à Wild Beasts en avril 2012 et effectue une brève tournée britannique et irlandaise en octobre cette même année. Le groupe joue régulièrement en festival d'été, comme le Latitude Festival, Bestival, Reading and Leeds, T in the Park, Green Man Festival, Pukkelpop, et Lowlands. Ils tournent aussi aux États-Unis à la fin 2012 et jouent au Laneway Festival en Australie,. En novembre 2012, le groupe remporte le Prix Mercury en 2012 pour l'album An Awesome Wave.

### This Is All Yours(2013–2016)
En janvier 2014, le groupe annonce sur son compte Twitter le départ de Gwil Sainsbury pour raisons personnelles, et que celui-ci avait le soutien des autres membres du groupe. Le groupe retourne en studio en 2014 pour travailler sur son deuxième album. Celui-ci, intitulé This Is All Yours, est prévu pour le 22 septembre 2014.
Le 18 juin 2014, le groupe met en ligne une des chansons de l'album. Celle-ci s'intitule Hunger of the Pine. Une deuxième chanson de l'album, intitulée Left Hand Free, est mise en ligne le 7 juillet 2014, puis une troisième intitulée Every Other Freckle, le 13 août 2014. alt-J joue en tête d'affiche à l'édition 2015 du Boston Calling Music Festival.

### Relaxer(2017)
En mars 2017, le groupe annonce la sortie de son troisième album, Relaxer, le 2 juin 2017. Cette annonce est accompagnée de la sortie du premier single 3WW. Le 29 mars sort le deuxième single intitulé In Cold Blood, suivi de Adeline le 24 mai.

### Reduxer (2018)
Le 28 septembre 2018, le groupe sort une nouvelle version hip-hop de Relaxer. Les huit titres originaux ont été revisités par des rappeurs et producteurs du monde entier, parfois même deux fois, pour un total de onze morceaux.

### The Dream (depuis 2021)
Le 22 septembre 2021, Alt-J fait son retour avec la sortie du morceau U&ME, premier extrait de leur nouvel album The Dream, qui sort le 11 février 2022.

## Discographie
- 2012 : An Awesome Wave
- 2014 : This Is All Yours
- 2017 : Relaxer
- 2018 : Reduxer (album de remix)
- 2022 : The Dream